# Konungarnas tillbedjan (Mantegna)
Konungarnas tillbedjan är en temperamålning av den italienske renässanskonstnären Andrea Mantegna. Den målades omkring 1461 som en altartavla, möjligen som en mittdel i en triptyk. Den är utställd på Uffizierna i Florens.

## Uffiziertriptyken
Konungarnas tillbedjan utgör idag en triptyk tillsammans med Kristi himmelsfärd och Jesu omskärelse – gemensamt benämns de Uffiziertriptyken efter museet där de tre verken ställts ut i en gemensam ram. Det är dock inte helt säkerställt att de tre målningarna från början utgjorde en triptyk. Det som talar emot det är att de inte har samma dimensioner; Kristi himmelsfärd och Jesu omskärelse är båda 86 cm höga och 42,5 cm breda och alltså högre än den tänkta mittbilden. 
De tre målningarna hade beställts av Ludovico III Gonzaga, härskare över hertigdömet Mantua, som 1460 hade anställt Mantegna som hovmålare. Sannolikt var de tre målningarna tänkta att pryda hertigpalatsets privata kapell tillsammans med Mantegnas Jungfru Marie död.

## Motivet
Konungarnas tillbedjan är en episod ur Matteusevangeliet (2:1–12) som berättar om österländska stjärntydare som följde Betlehemsstjärnan till Betlehem där de fann Jesusbarnet och hans mor Jungfru Maria. De öppnade sina kistor och räckte fram gåvor: guld, rökelse och myrra. Dessa har i den kristna traditionen benämnts de tre vise männen eller heliga tre konungar och deras hedrande av Jesusbarnet kallas "Konungarnas tillbedjan".

## Los Angeles-versionen
Mantegna målade ytterligare en version av Konungarnas tillbedjan omkring 1495–1505. Den är målad med temperafärg och mäter 48,6 x 65,6 cm. Den ingår sedan 1985 i Getty Centers samlingar i Los Angeles. Samtliga figurer – från vänster Josef, Maria, Jesus, Melchior (vars gåva är ett turkiskt rökelsekar), Kaspar (som överräcker en kinesiskt porslinskopp med guldmynt) och Balthasar (ger en kopp gjord av agat) – är tätt sammanpressade i förgrunden som i stor sett upptar hela bilden.

## Herdarnas tillbedjan
Som ung målade Mantegna, strax efter 1450, också Herdarnas tillbedjan. Det är en ganska liten tavla och mäter 40 x 55,6 cm och är målad med temperafärg på duk, överförd från pannå. Den är sedan 1932 utställd på Metropolitan Museum of Art i New York. Herdarnas tillbedjan är en episod ur Lukasevangeliets (Julevangeliet 2:8–20) som liksom Matteusevangeliets berättelse om Konungarnas tillbedjan utspelar sig vid tiden för Jesu födelse. Där berättas om hur Herrens ängel uppenbarade sig inför några herdar utanför Betlehem och förklarade för dem att "Jag bär bud till er om en stor glädje, en glädje för hela folket. Idag har en frälsare fötts åt er i Davids stad, han är Messias, Herren." Herdarna begav sig då till Betlehem där de fann Jungfru Maria, Josef och det nyfödda barnet som låg i krubban.

## Bildgalleri

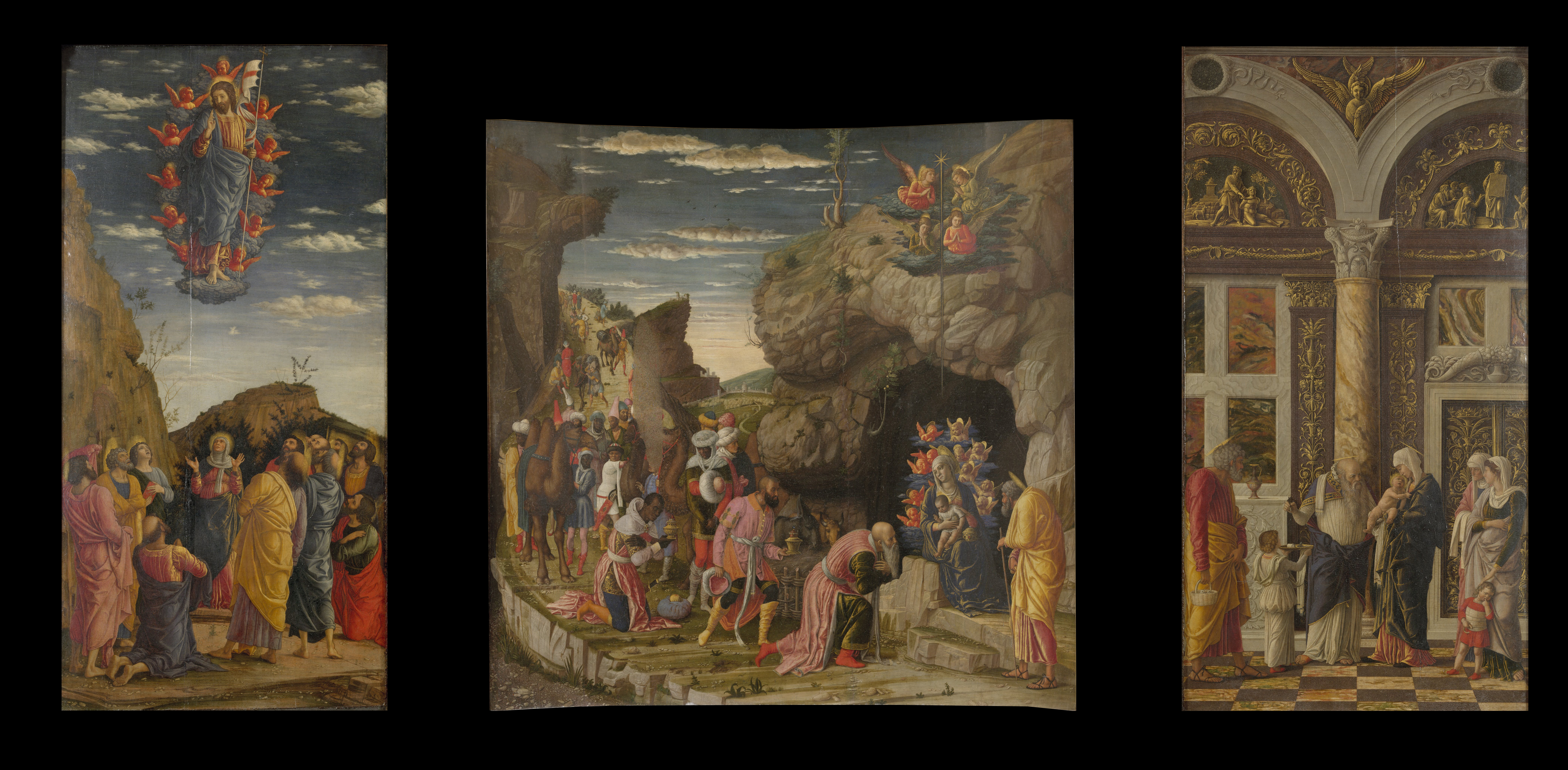
Uffiziertriptyken av Mantegna innehåller Kristi himmelsfärd, Konungarnas tillbedjan och Jersu omskärelse.
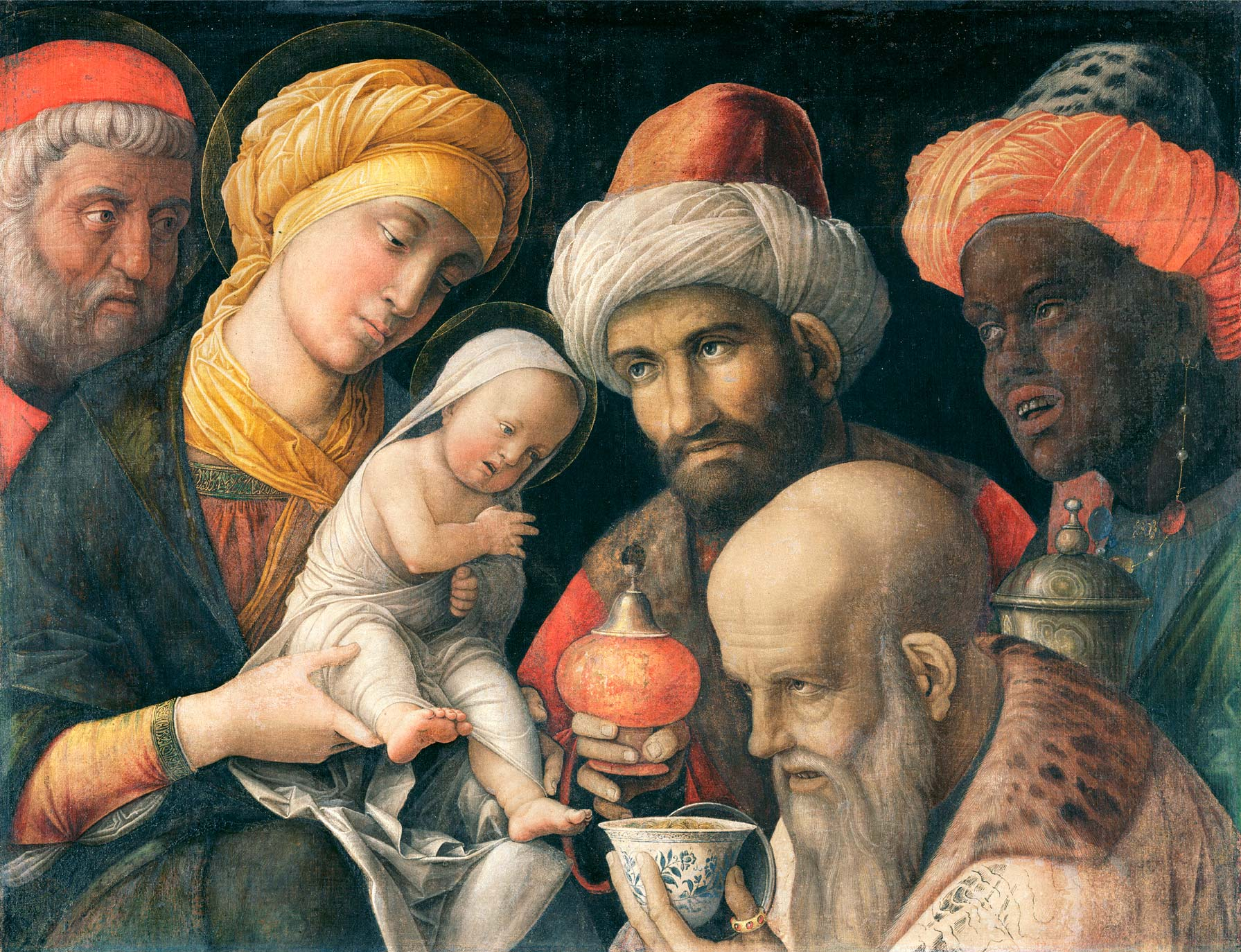
Mantegnas andra version av Konungarnas tillbedjan målades cirka 1495–1505 och är utställd på Getty Center i Los Angeles.
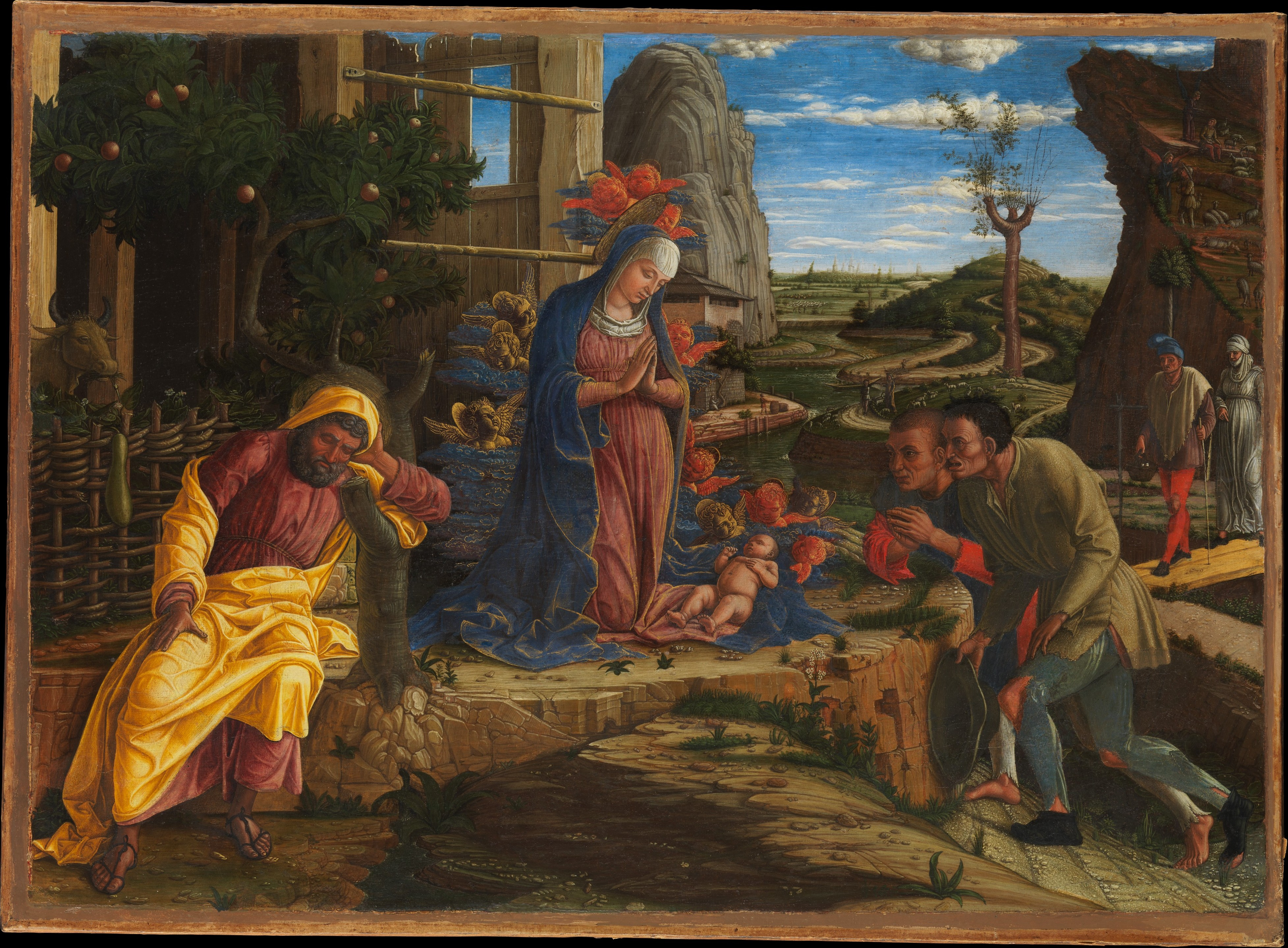
Mantegnas Herdarnas tillbedjan målades strax efter 1450 och är utställd på Metropolitan Museum of Art. cirka